# Johannes Nolet de Brauwere van Steeland
Compléments
Oeuvres préférées : Willem Bilderdijk, Dichtwerken, deel XIII ; Horace, Juvénal, Properce ; Biblia Sacra.
Johannes Nolet de Brauwere van Steeland (Johannes Carolus Hubertus Nolet sur son acte de naissance) (Jan Karel Huibert dans certaines publications) (Rotterdam, 23 février 1815 - Vilvoorde, 21 juin 1888), poète de nationalité néerlandaise, produisit une œuvre épique et satirique, ainsi que des travaux de polémiste et de critique littéraire.

## Biographie
Il naît dans une famille de catholiques hollandais, distillateurs de genièvre. L'ancêtre de Johannes Carolus Hubertus Nolet, Johannes-Lucaszn Nolet (1634-1702), avait fondé en 1694 une distillerie de genièvre dans la Boterstraat (Schiedam) (nl). Son père, Hubertus S. Nolet (1788-1818), et son grand-père maternel, Carolus J. Blankenheym (1767-1835), avaient fondé la société Blankenheym & Nolet à Rotterdam en 1814. La tante paternelle du futur poète, Jacoba Nolet (1779-1844), épouse en 1802 le Dr et littérateur Jacob Lodewijk Kesteloot (1778-1852) qui deviendra membre de l’Académie royale des Sciences et Belles-Lettres en 1816. Son père, Hubertus-Sigismundus Nolet (1788-1818) (docteur en droit de l'université de Leyde), décède et sa mère se remarie avec Pierre-Benoît-François-Marie-Anne de Brauwere (van Steeland) (1781-1855), ami d'enfance de J.-L. Kesteloot, tous deux originaires de Nieuport (Belgique). Son beau-père, sa mère, et la famille de Brauwere demandent en 1836 à Guillaume Ier des Pays-Bas une adjonction de patronyme au nom de l'enfant, et l'obtiennent.
En 1825, la famille habitant Rotterdam s'installe également à Bruxelles. Johannes Nolet fait ses humanités à l'Athénée royal de Tournai puis à Bruges.
De 1831 à 1838, il étudie le droit à l'université de Gand et intègre le cercle d'amis de Jan Frans Willems (Boechout 1793 - Gand 1846).
En 1840 et 1841, Nolet publie successivement deux chants de Noami (Leuven, 1840, in 8°, 34. p.), cinq d’Ambiorix (Bruxelles, 1841, in-8°, 101 p.), un volume de caprices poétiques, Dichtluimen (Louvain, 1842, in-8°, 148 p.) et une légende, Het graf der twee gelieven (Louvain, 1842, in-8°, 21 p.), puis devient membre de la Maatschappij der Nederlandsche letterkunde te Leiden et de la Brussels Taal en Letterkundig Genootschap (1842).
Il s'inscrit ensuite en histoire et lettres à l'université catholique de Louvain sous la direction du chanoine professeur Jan Baptist David (Lierre 1801 - Louvain 1866), promoteur du mouvement littéraire flamand, avec qui il effectue un périple en traversant l'Allemagne, le Danemark, la Suède et la Russie de Saint-Pétersbourg à Moscou, en diligence, en train et en bateau, à partir de quoi il publie Een reisje in het Noorde, reisverslag (1843).
En 1842, ses œuvres lui valent le titre de docteur honoris causa de Louvain Alma Mater.
Lors d'une séance générale tenue le 23 juin 1843, à l'hôtel de ville de Bruxelles, il tient, le premier depuis 1830, un discours en néerlandais dans lequel il développe les effets du sentiment esthétique sur la langue et la littérature (Over den invloed van het gevoel voor het schoone, met toepassing op onze taal en letterkunde). En 1846, la société Blankenheym & Nolet est dissoute et reconstituée. L'écrivain devient propriétaire d'une co-licence d'exploitation dont il ne se servira pas, contrairement à son fils Charles (1847-1907).
En 1848, on forme une "Association des Sociétés flamandes du royaume" connue sous le nom de Nederduitsch Taelverbond. Nolet en devient président en 1848, 1851, 1853 et 1854. Cette fédération était un prélude aux congrès belgo-néerlandais, s'assemblant tour à tour dans une ville belge et dans une cité néerlandaise. Il préside le congrès de Bruxelles en 1851, et devient vice-président des congrès d'Utrecht, de Rotterdam et de Maastricht, en 1854, 1865 et 1875.
Le 7 mai 1849, Nolet est nommé membre associé de l'Académie royale de Belgique, Classe des Lettres et Sciences morales et politiques, et devient en 1856 membre étranger de la Berlinische Gesellschaft für deutsche Sprache.
En 1867, il est le président de la Commission belge pour la fondation du monument J. van den Vondel (Vondelmonument) à Amsterdam.
Il est membre effectif des Annales de la Société d'émulation pour l'étude de l'histoire et des Antiquités de la Flandre de 1846 à 1877, et membre honoraire de 1878 à 1888.
Il fut l'un des 18 premiers membres de la Koninklijke Vlaamsche Academie voor Taal en Letterkunde, maintenant Koninklijke Academie voor Nederlandse Taal- en Letterkunde fondée en 1886.
Le poète Hendrik Tollens (Rotterdam 1780 - Rijswijk 1856) dédia en 1839, à son compatriote Nolet, une série de vers dont voici le début :
« Batave et Belge par le sang et par le nom, si la discorde a séparé les deux peuples, ils se retrouvent unis en vous. Soyez l'honneur de tous les deux, et soutenez leur renommée. »
Bataaf en Belg door maagschap en door naam,

Bleeft staatskrakeel en tweespalt hen gescheiden,

In U nogtans hereenen zij zich zaam ;

Wees beider eer en staaf den roem van beiden.
Il disait être batave et belge, de parenté et de nom, et porter en lui l'amour des muses germaniques, mais se considérait sans ambiguïté comme hollandais : "(...) en moge dan het standpunt mijner nationalileit tweezijdig heeten, nimmer doch zal het den Noord-Nederlander dubbelzinnig zijn!...".
Créé chevalier de l'ordre du Lion néerlandais et chevalier de l'ordre de Léopold de Belgique, Nolet ne renonça jamais à la nationalité néerlandaise (comme en témoigne l'acte de décès). N'ayant rien à démêler avec les luttes politiques de son pays d'adoption, il s'en tenait à l'écart et ne prononça jamais une parole, ni n'écrivit un mot au profit de l'un ou de l'autre parti.

## Publications

### Poésies
- Naomi[18], œuvre épique (1841)
- Ambiorix[19], œuvre épique (1842)
- Dichtluimen (1842)
- Ernst en Boert[20] (1847)

### Odes poétiques satiriques et polémiques
- Aan de Germanen (1847)
- Het Pausdom (1860)
- De Begenadigde (1866)
- Hannover[21] (1868)
- Onno Klopp[22] (1868)
- Napoleon III[23] (1870)
- Hohenzollernlegende (1870)

### Proses antilibérales
- Achteruit (1852)
- Vrijheid, Gelijkheid, Broederlijkheid (1853)
- Constitutiekeuken (1856)
- Vooruitgang (1858)
- Maatschappelijke toekomstbeelden (1867)
- Het Communisme in zijn vroegere en latere vormen (1871)

### Pamphlet contre le particularisme linguistique Ouest-Flamand
- Epistel aan den Heer L. L. De Bo (1874)
- Nederlandsch contra West-Vlaamsche Taalparticularisterij (1874)
- Pieswieswiesje (1874)
- Notice sur le particularisme linguistique flamand de la Flandre Occidentale (1874)

### Autres proses
- Geschiedenis van het Joodse volk, schoolboek (1835)
- Een reisje in het Noorde, reisverslag (1843)
- Het Groote Dietsche Vaderland (1857)
- Je maintiendrai (1867)
- De beide Nederlanden (1869)

### Œuvres complètes
Nolet a lui-même donné la publication de ses œuvres complètes comme suit:
- Gedichten 1839-1859 (1859)
- Gedichten 1860-1870 (1871)
- Proza 1843-1873 (1873)
- Poezij en proza 1874-1877 (1877)
- Poezij en lettercritiek 1878-1884 (1885)

## Décorations
- Commandeur de l'ordre de la Couronne de chêne[24]
- Commandeur étranger 2e classe de l'ordre (de) d'Ernst-August (Georges V de Hanovre) [25]
- Commandeur de l'ordre du Christ de Portugal[26]
- Chevalier de l'ordre du Lion néerlandais[27]
- Chevalier de l'ordre de Sainte-Anne de Russie[28]
- Chevalier 4e cl. de l'ordre d'Adolphe de Nassau[29]
- Chevalier 1re cl. de l’ordre royal de François Ier des Deux-Siciles[30]
- Chevalier de l'ordre de Léopold de Belgique[31]
- Chevalier de l'ordre d'Henri le Lion (duché de Brunswick)[32]
- Chevalier 3e cl. de l'ordre royal de Dannebrog[33]
- Chevalier de l'ordre royal de l'Étoile polaire[34]

## Sources
- P. ALBERDINCK THIJM, Levensberichten der afgestorvene medeleden van de Maatschappij der Nederlandsche Letteren, Leyde, 1889.
- P. ALBERDINGK THIJM, Levensbericten van J.-C.-H. Nolet de Brauwere van Steeland, Jaarboek der Koninklijke Vlaamszche Academie voor Taal- en Letterkunde, Gand, 1899, p. 73 et suiv.
- L. WILLEMS, Jan Nolet de Brauwere van Steelant, in: Biographie nationale de Belgique, t. XV, Bruxelles, 1899, col. 810-812.
- Léonard WILLEMS (Notice par), t. XV, col. 809. Notices biographiques, éd. 1886, p. 391.
- W. DE VOGELAERE, Johannes Nolet de Brauwere van Steelant, in: Nationaal Biografisch woordenboek, vol. I, Bruxelles, 1964, col. 725-728.
- Louis-Chrétien ROERSCH, membre de l’Académie royale de Belgique, Notice biographique de Johannes Nolet de Brauwere van Steeland, membre associé de l'Académie royale de Belgique, Classe des Lettres et des Sciences morales et politiques; portrait gravé par Joseph Franck (Bruxelles, 1825 - Saint-Joost-ten-Node, 1883) [(d'après Louis-Benoît Tuerlincks Bruxelles (1820-1894)], publiée en 1888 à Bruxelles par F. Hayez, imprimeur de l'Académie royale des sciences, des lettres et des beaux-arts de Belgique, rue de Louvain, 108 (Bruxelles).
- Académie royale de Belgique[35].
- Digitale Bibliotheek voor de Nederlandse letteren[36].
- Annales de la Société d'émulation, pour l'étude de l'Histoire et des Antiquités de la Flandre, Bruges.
- L. A. ABMA, Geschiedenis van de Schiedamse Familie Nolet, 1954.
- Paul JANSSENS, Luc Duerloo, Armorial de la Noblesse belge, éd. Crédit Communal, 1992.
- O. NOLET DE BRAUWERE, Nolet & Nolet de Brauwere, Les Origines, 2020.